# أفلا
أفلا هو جبل يقع غرب جبال الأطلس الكبير. وأعلى قمة ب 4043 متر (13,264 قدم) ويعد رابع أعلى قمة في المغرب.